# São Pedro d'Arcos
São Pedro d'Arcos es una freguesia portuguesa del municipio de Ponte de Lima, distrito de Viana do Castelo.

## Historia
La freguesia se llamó Arcos hasta el 17 de junio de 2011.

## Demografía
| Gráfica de evolución demográfica de São Pedro d'Arcos entre 2001 y 2021 |
|                                                                         |
| Datos según el nomenclátor publicado por el INE portugués.              |